# Comissão Pastoral da Terra
Comissão Pastoral da Terra (CPT) é um órgão da Conferência Nacional dos Bispos do Brasil (CNBB), vinculado à Comissão Episcopal para o Serviço da Caridade, da Justiça e da Paz e nascido em 22 de junho de 1975, durante o Encontro de pastoral da Amazônia, convocado pela CNBB e realizado em Goiânia (GO).
Como fato precursor ao nascimento da CPT, pode-se citar a Carta Pastoral: "Uma Igreja da Amazônia em Conflito com o Latifúndio e a Marginalização Social", lançada em 1971, por Dom Pedro Casaldáliga, no dia de sua ordenação episcopal como bispo da Prelazia de São Félix do Araguaia, no Estado do Mato Grosso.
Em 1973, foram lançados outros documentos semelhantes:
- "Ouvi os Clamores do meu Povo", sobre a situação em que viviam os trabalhadores no Nordeste, assinado por treze bispos que atuavam na Região Nordeste;[2]
- "Marginalização de um Povo – Grito das Igrejas", sobre a situação em que viviam os trabalhadores no Centro-Oeste, de bispos da Região Centro-Oeste[3] e;
- "Y-Juca-Pirama – o Índio, aquele que deve morrer", sobre a espoliação dos povos nativos, assinado por um grupo de bispos e missionários.[4]

No referido encontro de Goiânia, foi proposta a criação de uma “Comissão de Terras”, ligada à linha Missionária da CNBB, que teria por objetivo: “interligar, assessorar e dinamizar os que trabalham em favor dos homens sem terra e dos trabalhadores rurais, e estabelecer ligação com outros organismos afins."
Coube à Dom Moacyr Grechi, que representara a Presidência da CNBB no encontro de Goiânia, encaminhar as resoluções à Presidência da CNBB e ao Conselho Episcopal de Pastoral (CEP). Tais resoluções foram aprovadas na reunião da CNBB, realizada em 26 de agosto. Na época, a CNBB era presidida por Dom Aloísio Lorscheider.
Em 20 de novembro de 1975, Dom Moacyr enviou uma carta aos bispos de todo o Brasil, na qual informou sobre a criação da "Comissão Pastoral da Terra" formada de presbíteros e leigos, que teria o Padre Ivo Poletto como secretário executivo. Em dezembro foi publicado o primeiro número do "Boletim da Comissão Pastoral da Terra."
Inicialmente a CPT desenvolveu junto aos trabalhadores e trabalhadoras da terra um serviço pastoral, de modo que os verdadeiros pais e mães da CPT são os peões, os posseiros, os índios, os migrantes, as mulheres e homens que lutam pela sua liberdade e dignidade numa terra livre da dominação da propriedade capitalista.
Fundada em plena ditadura militar, como resposta à grave situação dos trabalhadores rurais, posseiros e peões, sobretudo na Amazônia, a CPT teve importante papel na defesa das pessoas contra a crueldade deste sistema de governo, que só fazia o jogo dos interesses capitalistas nacionais e transnacionais, e abriu caminhos para que ele fosse superado. Ela nasceu ligada à Igreja Católica porque a repressão estava atingindo muitos agentes pastorais e lideranças populares, e porque a Igreja possuía uma certa influência política e cultural, não sendo molestada pela ditadura.
Neste período, o reconhecimento do vínculo com a CNBB ajudou a CPT a realizar o seu trabalho e se manter. Mas, já nos primeiros anos, a entidade adquiriu um caráter ecumênico, tanto no sentido dos trabalhadores que eram apoiados, quanto na incorporação de agentes de outras igrejas cristãs, com destaque para a Igreja Evangélica de Confissão Luterana no Brasil - IECLB.
Os posseiros da Amazônia foram os primeiros a receber atenção da CPT e, rapidamente, a entidade estendeu sua ação para todo o Brasil, pois os lavradores de outras partes também enfrentavam sérios problemas. Assim, a CPT se envolveu com os atingidos pelos grandes projetos de barragens e, mais tarde, com os sem-terra.
Terra garantida ou conquistada, o desafio era o de nela sobreviver. Por isso, a Agricultura Familiar mereceu um destaque especial no trabalho da entidade, tanto na organização da produção, quanto da comercialização. A CPT junto com seus parceiros foi descobrindo que esta produção precisava ser saudável, que o meio ambiente tinha que ser respeitado, que a água é um bem finito. As atenções, então, se voltaram para a ecologia.
A CPT também atua junto aos trabalhadores assalariados e os bóias-frias, que conseguiram, por algum tempo, ganhar a cena, mas que enfrentam dificuldade de organização e articulação. Além destes, há ainda os peões, submetidos, muitas vezes, a condições análogas às da escravidão.
Em cada região, o trabalho da CPT adquiriu uma tonalidade diferente de acordo com os desafios que a realidade apresentava; sem, contudo, perder de vista o objetivo maior de sua existência: ser um serviço à causa dos trabalhadores rurais, sendo um suporte para a sua organização. O homem do campo é quem define os rumos que quer seguir, seus objetivos e metas. A CPT o acompanha, não cegamente, mas com espírito crítico. É por isso que a CPT conseguiu, desde seu início, manter a clareza de que os protagonistas desta história são os trabalhadores e trabalhadoras rurais.
Finalmente, os direitos humanos, defendidos pela CPT, permeiam todo o seu trabalho. Em sua ação, explícita ou implicitamente, o que sempre esteve em jogo foi o direito do trabalhador, em suas diferentes realidades. De tal forma que se poderia dizer que a CPT é também uma entidade de defesa dos Direitos Humanos ou uma Pastoral dos direitos dos trabalhadores e trabalhadoras da terra.

## Recursos federais
Segundo levantamento da ONG Contas Abertas, entre 2003 e março de 2009, as regionais da Comissão Pastoral da Terra, nos estados de Alagoas, Mato Grosso e Rio de Janeiro/Espírito Santo receberam por meio de convênios firmados com órgãos públicos federais, 814,1 mil reais para desenvolverem atividades voltadas ao campo. Os valores foram divulgados após o presidente do STF, Gilmar Mendes, criticar supostos repasses irregulares de verbas públicas ao Movimento dos Trabalhadores Rurais Sem Terra e as invasões de terras promovidas pelo movimento. A Pastoral é uma das entidades que apóiam o MST e a Via Campesina.
A CPT, por sua vez, criticou Mendes por ver no MST uma "ameaça constante aos direitos constitucionais", sendo contrário a mínimos repasses de verbas a esses grupos. "O ministro vem se mostrando insistentemente zeloso em cobrar do governo as migalhas repassadas aos movimentos [...]. O ministro não faz a mesma cobrança em relação ao repasse de vultosos recursos ao agronegócio e às suas entidades de classe", diz a nota assinada por Dom Xavier Gilles de Maupeou d’Ableiges, presidente da Comissão Pastoral da Terra. A Pastoral ressalta que o Evangelho é incisivo ao "denunciar a hipocrisia reinante nas altas esferas do poder". A Pastoral da Terra também questiona o fato de Mendes, como presidente do Conselho Nacional de Justiça CNJ), ter recomendado aos juízes que priorizem os julgamentos de processos que envolvam conflitos agrários, quando essa medida era "mais do que necessária" para acelerar os mais de 1.500 casos de assassinatos de trabalhadores no campo.
"O poder judiciário, na maioria das vezes leniente com a classe dominante é agílimo para atender suas demandas contra os pequenos e extremamente lento ou omisso em face das justas reivindicações destes. Exemplo disso foi a veloz libertação do banqueiro Daniel Dantas [do Opportunity, preso durante a Operação Satiagraha],'também grande latifundiário no Pará. mesmo pesando sobre ele acusações muito sérias, inclusive de tentativa de corrupção", diz a pastoral.